# Willy Planckaert
Willy Planckaert (Nevele, 5 aprile 1944) è un ex ciclista su strada e ciclocrossista belga.
Professionista dal 1965 al 1981, conta la vittoria di tre tappe al Giro d'Italia e di due tappe al Tour de France.
È fratello di Walter e Eddy e padre di Jo e zio di Francesco.

## Carriera
Soprannominato "il piccolo Van Steenbergen" a causa della piccola taglia fisica, da dilettante fu secondo ai mondiali di Sallanches 1964. Tra i principali successi da professionista vi sono due tappe e la maglia verde al Tour de France 1966, tre tappe al Giro d'Italia 1967, il Grand Prix Pino Cerami nel 1967, quattro tappe al Tour de Luxembourg tra il 1966 e il 1973, tre tappe alla 4 Jours de Dunkerque tra il 1973 e il 1977, la Dwars door Vlaanderen e una tappa al Critérium du Dauphiné Libéré nel 1976 e l'Étoile de Bessèges nel 1977.

## Palmarès
- 1965

Bruxelles-Charleroi-Bruxelles
1ª tappa Paris-Luxembourg (Parigi > Arras)
Grand Prix Briek Schotte (Desselgem > Desselgem)
- 1966

2ª tappa, 2ª semitappa Tour de Luxembourg (Lussemburgo > Bettembourg)
4ª tappa Tour de France (Dunkerque > Dieppe)
8ª tappa Tour de France (Royan > Bordeaux)
Hoeilhaart-Diest-Hoeilhaart
- 1967

Hoeilhaart-Diest-Hoeilhaart
Grand Prix Pino Cerami
Omloop van West-Brabant
5ª tappa Giro d'Italia (Roma > Napoli)
10ª tappa Giro d'Italia (Bari > Potenza)
22ª tappa, 2ª semitappa Giro d'Italia (Madonna del Ghisallo > Milano)
- 1969

Circuit de Flandre centrale
1ª tappa Tour de l'Oise (Creil > Compiègne)
- 1970

Circuit de Flandre centrale
3ª tappa, 2ª semitappa Tour de Luxembourg (Wiltz > Diekirch)
- 1972

Liedekerkse Pijl (Liedekerke)
- 1973

Omloop Schelde-Durme
3ª tappa 4 Jours de Dunkerque (San Quintino > Valenciennes)
1ª tappa Tour de Luxembourg (Lussemburgo > Bettembourg)
Circuit de Niel
Circuit de Belgique centrale
4ª tappa Tour du Nord (Cambrai > Anzin)
- 1974

5ª tappa Giro di Polonia (Opole > Rybnik)
Omloop van de Vlaamse Scheldeboorden
Omloop van het Houtland (Lichtervelde)
- 1975

G.P. Wetteren - Omloop van de Rozenstreek
- 1976

1ª tappa, 1ª semitappa Critérium du Dauphiné Libéré
5ª tappa, 2ª semitappa 4 Jours de Dunkerque (Poperinge > Dunkerque)
Dwars door België
- 1977

Halse Pijl (Halle)
2ª tappa 4 Jours de Dunkerque (Aire-sur-la-Lys > San Quintino)
2ª tappa Étoile de Bessèges (Rochessadoule > Uzès)
Classifica generale Étoile de Bessèges
Trèfle a 4 feuilles (Tournai)

### Altri successi
- 1965

Kermesse di Langemark
Kermesse di Wavre
Kermesse di Willebroek
- 1966

Classifica a punti Tour de France
Criterium di Arras
Criterium di Buggenhout
Criterium di De Pinte
Criterium di Drongen
Kermesse di Ninove - Prix Victor Standaert
Criterium di Ronse
Criterium di Tervuren
Criterium di Zele
Criterium di Zingem
Derny, Zolder
- 1967

Criterium di Gentbrugge
Criterium di Den Bosch
- 1969

Criterium di Labastide-d'Armagnac
- 1970

Kermesse di Deinze
- 1971

Kermesse di Dentergem
Kermesse di Izenberge
Kermesse di Kruishoutem
Kermesse di Lede - Grand Prix Frans Melckenbeeck
- 1972

Kermesse di Kluisbergen
Kermesse di Kruishoutem
- 1973

Classifica a punti Tour de Luxembourg
Kermesse di Maldegem
Kermesse di Roeselare
Kermesse di Temse
Kermesse di Zwevezele
- 1974

Kermesse di Bazel-Kruibeke
Kermesse di Heusden-Destelbergen
Kermesse di Kruishoutem
Kermesse di Melle
- 1975

Kermesse di Beveren-Leie
Criterium di De Panne
Criterium di De Pinte
Kermesse di Haaltert
Kermesse di Kortemark
- 1976

Kermesse di Deinze
Prix de Momignies
Kermesse di Petegem-aan-de-Leie
- 1977

Criterium di Assebroek
Kermesse di Houthulst
Kermesse di Melle
Kermesse di Zwevegem
- 1978

Classifica a punti Ronde van Nederland
Kermesse di Haaltert
Criterium di Oostduinkerke
Kermesse di Temse
- 1979

Criterium di De Pinte
- 1981

Kermesse di Diksmuide

### Ciclocross
- 1975

Zele
- 1976

Zele

## Piazzamenti

### Grandi Giri
- Giro d'Italia

1967: 41º
1968: ritirato (19ª tappa)
- Tour de France

1966: 40º
1967: fuori tempo massimo (8ª tappa)
1969: fuori tempo massimo (6ª tappa)
- Vuelta a España

1971: ritirato (3ª tappa)
1972: ritirato (ultima tappa)
1975: fuori tempo massimo (6ª tappa)

### Classiche monumento
- Milano-Sanremo

1966: 92º
1967: 8º
1972: 19º
1974: 18º
1977: 34º
1978: 15º
- Giro delle Fiandre

1966: 5º
1967: 11º
1971: 54º
1972: 10º
1977: 10º
- Parigi-Roubaix

1966: 4º
1967: 6º
- Liegi-Bastogne-Liegi

1966: 5º
1968: 12º

### Competizioni mondiali
- Campionato del mondo

Sallanches 1964- In linea dilettanti: 2º
Nürburgring 1966 - In linea: ritirato